# Luci Corneli Sisenna
Luci Corneli Sisenna (en llatí Lucius Cornelius Sisenna) va ser un militar i historiador romà, a qui Ciceró descriu com el més important. Formava part de la gens Cornèlia.
Va néixer després de l'any 124 aC segons Ciceró i probablement el 119 aC, ja que era pretor quan va morir Sul·la, l'any 78 aC suo anno (l'any que li tocava). El 77 aC va ser propretor a Sicília, cosa que li va donar coneixement de la regió i va poder donar informació a Verres quan va ser governador de l'illa.
Durant la guerra dels pirates l'any 67 aC va ser legat de Gneu Pompeu i enviat a Creta on va morir quan tenia uns 52 anys. Sisenna comandava les forces romanes a tota la costa de Grècia.
Va escriure una Historiae, en 23 llibres, que narraven la història de Roma des dels seus orígens fins a la mort de Sul·la i sobretot la guerra social i la lluita entre Gai Mari i Sul·la, el relat és detallat i ben investigat. Ciceró diu que el text estava escrit "a la manera de la historiografia grega". Sembla que Sal·lusti hauria escrit la seva obra com a continuació d'aquestes històries. També era un bon orador.
Se'l recorda més per la traducció que va fer del grec d'una col·lecció de faules milèsies d'Aristides de Milet, un recull de faules de contingut eròtic que van influir en Petroni i en Les Metamorfosis de Apuleu. Va escriure també un comentari sobre Plaute.